# Afroroncus
Genre
Afroroncus est un genre de pseudoscorpions de la famille des Ideoroncidae.

## Distribution
Les espèces de ce genre sont endémiques du Kenya.

## Liste des espèces
Selon Pseudoscorpions of the World (version 3.0) :
- Afroroncus kikuyu Mahnert, 1981
- Afroroncus sulcatus Mahnert, 1981

## Publication originale
- Mahnert, 1981 : Die Pseudoskorpione (Arachnida) Kenyas. I. Neobisiidae und Ideoroncidae. Revue Suisse de Zoologie, vol. 88, no 2, p. 535-559 (texte intégral).